# Жорж Клемансо
Жорж Бенжамен Клемансо (фр. Georges Benjamin Clemenceau; Мујерон-ан-Паре, 28. септембар 1841 — Париз, 24. новембар 1929) био је француски политичар, новинар, љекар и писац. Обављао је функцију предсједника владе и министра рата у судбоносним данима Првог свјетског рата. Био је један од „Велике четворице“ на Париској мировној конференцији.
Вођен очевим идејама, декларисао се као републиканац и антиклерикалац. Због свог оштрог наступа је добио надимак „Тигар“. Политиком је почео да се бави доласком у Париз шездесетих година деветнаестог вијека. Наставио је породичну традицију и посветио се учењу медицине. У Паризу је започео и новинарску каријеру. Писао је новинске чланке, оштро критикујући власт Наполеона III. Напустио је Француску након стицања дипломе и отпутовао у САД, гдје је упознао своју будућу супругу, Мери Пламер. По повратку у Париз, затекао га је Француско-пруски рат, у току којег је формирана нова влада. Тада је Клемансо постао градоначелник 18. париског арондисмана. Имао је мјесто у Народној скупштини Француске, у којој је стекао бројне неистомишљенике и противнике. Био је активан и за вријеме Драјфусове афере, у којој је стао на страну осуђеног Алфреда Драјфуса, објављивањем писма „Оптужујем!“ Емила Золе.
Прије Првог свјетског рата је обављао функцију министра унутрашњих послова, а у току 1917, пред одлучујуће ратне битке, тадашњи предсједник Француске Ремон Поенкаре га је прогласио предсједником владе. Именовао се за министра рата и значајно подигао морал француских војника. Залагао се за идеју тоталног рата у сврху потпуне побједе. Заступао је Француску на Париској мировној конференцији.

## Биографија

### Дјетињство и младост
Жорж Клемансо рођен је 28. септембра 1841. у селу Мујерон-ан-Паре у покрајини Вандеја на западу Француске. Његови родитељи, мајка Ема Готро и отац Бенжамен Клемансо, имали су шесторо дјеце. Жорж Клемансо био је њихово друго дијете. Родио се у кући мајчиних родитеља. Није био крштен по рођењу, јер породица Клемансо није марила за религију, што је у то вријеме изазивало гнушање околине. Жоржов отац је био љекар и земљопосједник. Није се редовно бавио медицином. Свог сина је усмјеравао у правцу учења и науке, строго искључујући ослањање на католичку вјеру. Изражен атеизам који се развијао у породици био је осуђиван у селу, првенствено због чињенице да је Вандеја у то вријеме била једна од најрелигиознијих француских регија. Ипак, породица је била угледна, па је Жорж Клемансо дјетињству вријеме проводио играјући се са вршњацима. Клемансо никад није заборавио успомене на одрастање у вандејским крајевима, често им се враћао и присјећао их се.
Основно образовање Клемансо је стекао од оца, будући да су школе биле ријетке у руралној Француској. Очево знање било је богато; интересовао се за политику и филозофију, свирао је виолину и бавио се сликарством. Главна политичка начела Жоржа Клемансоа формирана су већ у овом периоду, кад је почео истински да вјерује у демократску републику и да презире монархију Наполеона III. Отац га је научио да човјек треба да тежи савршенству кроз науку и морална питања. У раним тинејџерским годинама, Клемансо је имао довољно знања да би био примљен у средњу школу у Нанту. Пратећи очев пут, Жорж Клемансо се посветио учењу о медицини 1858. године. Исте године је Жоржов отац, Бенжамен, постао мета строгог режима Наполеона III. Наређено је хапшење свих потенцијалних противника монархије, а ухапшен је и доктор Клемансо, јер је учествовао у претходним покушајима рушења власти. Осим тога, редовно је присуствовао републиканским засједањима и подржавао њихове идеје.  Одређено му је протјеривање у француску афричку колонију Алжир, али је захваљујући оштрим протестима јавности враћен у државу и никада није стигао у Африку. Ова лична искуства Жоржа Клемансоа за вријеме Друге француске републике утемељила су његова политичка размишљања.

### Долазак у Париз
Деветнаестогодишњи Жорж Клемансо је напустио Нант 1861. године и преселио се са оцем у Париз. Главни град Француске је у то доба био идеално мјесто за младог, ученог човјека жељног даљег усавршавања. Настанили су се у улици Rue dе l’Estrapade, у Латинској четврти у близини Универзитета Сорбона. Ту је Клемансо стекао велики број познаника и пријатеља, како властитим утицајем, тако и очевим везама. Први међу њима био је познати републикански активиста, Етјен Араго, у чијем друштву је Клемансо упознао угледне људе попут Емила Золе, Жила Мишлеа и Виктора Игоа. Дошавши у престоницу, Жорж Клемансо био је често окружен ученим, али порочним људима који су водили боемски начин живота. Његов стил је био потпуно супротан; био је упамћен по уредности и складној одјећи. У Париз није дошао само да би довршио студије медицине. Већ након првих мјесец дана проведених у Паризу, активирао се у писању. Придружио се групи пријатеља у формирању листа „Рад“ (фр. Le Travail), који је заступао политичку љевицу. Седмична издања овог листа су критиковала власт Наполеона III и позивала на протесте против њега. Жорж Клемансо је уз два републиканца ухапшен 25. фебруара 1862. Одведен је у затвор Мазас. Приликом уласка у затвор, Клемансоу је наређено да се окупа прљавом водом која је служила за прање претходних затвореника. У затвору је провео 73 дана. По изласку из затвора, вратио се у Вандеју гдје се није задржао дуго. Неколико седмица касније, поново је био у Паризу. Деценијама касније се присјећао непријатних искустава из овог периода. Његово хапшење значило је крај постојања листа Рад. Клемансоове политичке идеје нису ослабиле након затвореничког искуства. Штавише, постао је још упорнији. Често је обилазио затворене истомишљенике од којих је учио о идеалима демократије. Највећи утицај на њега оставили су политички активисти Луј Огист Бланки и Огист Шерер-Кестнер. Неуспјешна љубавна афера са свастиком Шерер-Кестнера довела је Клемансоа до очаја, када је његова просидба одбијена.
Након што је доживио разочарање у љубавном животу, Клемансо је пажњу посветио учењу. Уз помоћ доктора Чарлса Робина, написао је докторску тезу под називом Генерација анатомских елемената (фр. De la génération des éléments anatomiques), коју је одбранио у мају 1865. Теза се само површно дотицала медицине и углавном се бавила филозофским питањима везаним за настанак и поријекло живота. Инспирацију за ова питања Клемансо је нашао у раду чувеног мислиоца Огиста Конта. Када је привео медицинске студије крају, одлучио је да отпутује у Сједињене Америчке Државе, гдје би се развијао у идеолошком смислу. Отац, који је пристао да финансира путовање, отишао је 25. јула 1865. са сином у Лондон, гдје га је дочекао Џон Стјуарт Мил, један од најзначајнијих филозофа 19. вијека. Био је то битан моменат за Жоржа Клемансоа, јер су Милова схватања демократије имала јак утицај на његово размишљање. У Лондону је Клемансо добио дозволу да преведе најновија дјела енглеског филозофа на француски језик.

### Америчко искуство и брак
САД су се још увијек опорављале од Америчког грађанског рата, када је Жорж Клемансо крочио на тло Њујорка крајем августа 1865. године. Ситуација коју је затекао, била је узбудљива за младог Француза. Сматрао је да су побједа Уније и укидање ропства позитивни исходи за демократску будућност државе. Његов првобитни план био је да се у САД задржи шест мјесеци. Ипак, у Француску се вратио тек након четири године. Населио се у Гринич Вилиџу, крају који се тад сматрао дијелом француског кварта. Француска заједница у Њујорку је била наклоњена противницима Наполеона III, па је Клемансо могао да рачуна на повлашћен положај међу тамошњим Французима. За вријеме боравка у САД, Клемансо се повремено враћао у Париз. Многи пријатељи које је имао тамо су напустили град усљед критичне политичке ситуације. Велики број њих је избјегао управо у Сјеверну Америку.
Када је Бенжамен Клемансо схватио да његов син не планира да се врати, укинуо му је финансијску подршку. Жорж Клемансо је био приморан да сам зарађује. Одлучио је да се бави новинарством које је усавршио још у Француској. Учествовао је у писању  анализа америчке политике у склопу француског листа Ле Темпс (фр. Le Temps). Био је и учитељ у Стамфорду у савезној држави Конектикат, гдје је предавао француски и учио јахању коња.  Ученици су га памтили по ексцентричном понашању. Знао је да „у току објашњавања, устане са столице, отворена врата шутне ногом у висини браве и настави са предавањем без икаквог прекида“. Једна од његових ученица била је Мери Елиза Пламер поријеклом из Масачусетса. Била је сироче, чије је школовање финансирао њен стриц, Хорас Тејлор. Клемансо је Пламер запросио 1868. Њеном стрицу се идеја није свидјела, посебно након што је Клемансо одбио вјенчање у цркви, али су ипак ступили у брак 23. јуна 1869. у Тејлоровој кући. Наредног дана су отпутовали у Вандеју, у Француску. Тада је Клемансо по први пут задужио посао доктора. На коњу је обилазио вандејске сељаке и пружао своје услуге.  Жорж и Мери су имали релативно несрећан брак, који је изродио троје дјеце, двије ћерке и сина. Прво дијете, ћерка Мадлен, родила се у јуну 1870. Клемансо је био константно невјеран својој жени.

### Француска трећа република

#### Француско-пруски рат
Безбрижан живот породице Клемансо у вандејским равницама прекинуо је почетак Француско-пруског рата 18. јула 1870. Како је од почетка рата било јасно да је пруска војска далеко напреднија, Клемансо је увидио прилику за свргавање монархије Наполеона III и запутио се у Париз. Жену и ћерку је оставио код куће. Брзо се повезао са старим републиканским пријатељима из студентских дана и себи обезбиједио мјесто у кругу важних представника опозиције. Када је француска војска поражена у Бици код Седана почетком септембра, Наполеон III је заробљен. Тада су француски заступници републике основали нову Владу државне одбране. Тако се испунио циљ Жоржа Клемансоа – монархија је укинута. Био је то почетак Француске треће републике. Многи његови пријатељи добили су позиције у склопу нове владе, а и он сам је проглашен градоначелником Монмартра и 18. париског арондисмана, у којем је тада живио и пружао љекарске услуге. Његово основно задужење током наредних неколико мјесеци била је одбрана једне од највећих париских четврти од најезде пруске војске. Читав град је био опкољен, а Клемансо се добро показао у надзирању и организацији одбрамбених система Монмартра. Водио је рачуна о правилној расподјели хране и осталих неопходних средстава за вријеме опсаде. Клемансо је у том периоду строго савјетовао учитеље да дјецу не воде на црквене обреде у току часова, због чега је неријетко критикован, али ипак је његова популарност била на завидном нивоу. Додијељено му је и мјесто у Народној скупштини Француске, чија су се засједања догађала у Бордоу, због критичних догађаја у Паризу. Опсада Париза окончана је 26. јануара 1871, неколико дана након оснивања Њемачког царства.

#### Учешће у Народној скупштини
Међу угледним Французима који су вијећали на засједањима Народне скупштине, било је конзервативних ројалиста, који су се залагали за мир са Пруском и поновно успостављање монархије са краљем на челу државе. Потицали су махом из руралних француских крајева. На њиховом челу био је Луј Адолф Тјер. Клемансо се противио овим идејама, с обзиром да је био анти-монархиста још у младости. Клемансо је, заједно са осталим републиканцима, заступао идеју да се центар Народне скупштине у будућности очува у Паризу, али су бројнији ројалисти одлучили да то буде дворац Версај.
У марту 1871, контролу над градом преузела је Париска комуна, која је контролисала Париз два мјесеца. Репутација Жоржа Клемансоа тада је значајно нарушена, јер су топови кориштени за преотимање власти преузети управо из Монмартра. Велики број топова је нелегално одузет од стране припадника бригаде генерала Клода Леконта, у рано јутро 18. марта 1871. Ставови пратилаца Париске комуне су се дјелимично подударали са ставовима Жоржа Клемансоа, али су били далеко насилнији. Такође су се противили монархији и ројалистима. Клемансо је након овог инцидента изгубио мјесто у Народној скупштини, које није успио повратити ни на сљедећим изборима. Клемансо је касније у току године ослобођен одговорности за смрт генерала Леконта и Томаса, који су погинули 18. марта. У моменту рушења Париске комуне од стране француске владе, Жорж Клемансо се налазио у Бордоу. Клемансо је лични пораз доживио и након мировног споразума у Франкфурту, којим се завршио Француско-пруски рат, 10. маја 1871. Тада су Њемачкој припале француске територије Алзас и Лорена. У јулу 1871, Клемансо је добио мјесто у новоформираном Градском савјету Париза. Наредне четири године је обављао посао љекара и члана савјета, чији је предсједник постао 1875. године.
Клемансо је 1876. одлучио поново да се кандидује за мјесто у Народној скупштини, која је тад промијенила име у Заступнички дом. Позиција му је повјерена и придружио се Радикалној републиканској странци, коју су чинили екстремни љевичари. Прво је обављао улогу секретара, а исте године је постао предсједник странке. Клемансо се упорно залагао за амнестију затворених комунара који су чинили Париску комуну. У Марсеју 1880. године, Клемансо је издао манифест у ком су разјашњени циљеви његове странке. Једно од препознатљивих начела било је потпуно одвајање цркве и државе. Сем тога, Клемансо је, између осталог, тежио ка укидању Сената и предсједника, смањењу трајања војног рока и коначно, успостављању потпуног мира. Осамдесетих година 19. вијека, Жорж Клемансо је постао познат као „рушитељ министарстава“. Шест узастопних министара је поднијело оставку након строгих критика у Клемансоовим говорима. У деценијама које су услиједиле, Клемансо је често критикован јер се бавио искључиво коментарисањем министара, при чему је одбијао да се и сам упусти у тај посао. Ипак, Клемансо је објашњавао своје поступке; није се слагао са радом поменутих министара јер су се њихове идеје базирале на индустријализму који је раднике стављао у подређен положај и био је наклоњен послодавцима. Радници су радили смјене од дванаест сати, седам дана седмично, док су често запошљавана и дјеца за обављање тешких физичких послова. Клемансо је отворено подржавао радничке протесте и штрајкове. Било је много дискусија на ову тему током читаве деценије. Прилику да осуди Клемансоа дочекали су и представници Католичке цркве. Клемансо је често несугласице с противницима завршавао пиштољским дуелима у којим је био изузетно успјешан, с обзиром на одличну способност циљања и пуцања.
Један од највећих противника које је Клемансо имао у то вријеме био је његов рођак Жорж Ернест Буланже. Клемансо је Буланжеа првобитно подржавао и утицао на то да Буланже постане министар рата, мислећи да имају исте ставове. Односи су се погоршали кад је Клемансо схватио да се Буланже залаже за успостављање монархије и преузимање власти у држави. Његова популарност је расла, али је на крају ипак био неуспјешан. Годинама је покушавао да укине Заступнички дом, али није успио да порази свог противника Клемансоа. Клемансо је убиједио тадашњег премијера Пјера Тирара да је Буланже претјерао са својим плановима. Када је схватио да је поражен, Буланже је побјегао у Белгију, гдје је извршио самоубиство.
Клемансо је и даље водио успјешну новинарску каријеру. У јануару 1880. основао је дневни лист Правда (фр. La Justice), у ком је износио политичке ставове Радикалне републиканске странке и критиковао идеје својих противника.  Лист је такође износио проблеме везане за француски колонијализам. Клемансо је осуђивао колонијално ширење републике из више разлога: борба за стицање колонија значила је конкуренцију Великој Британији, што би могло довести до нестабилности у Европи; распоређивање француских војних трупа широм колонијалних посједа узроковало је повећану рањивост матице; већи број колонија значио је и веће порезе, који би изазвали опште незадовољство народа.
Репутација Жоржа Клемансоа поново је доведена у питање 1892. године, када се нашао у центру скандала везаног за изградњу Панамског канала. Клемансо је тада оптужен за корупцију због повезаности са вођом пројекта, Корнелијусом Херцом.   Херц је план за Панамски канал предложио још 1879. Клемансо се тада, упркос својим антиколонијалним ставовима, није противио овој идеји, али није дозволио да влада Француске финансира пројекат.  Ипак, док се Клемансо борио са Буланжеом, Заступнички дом је изгласао новчану подршку Корнелијусу Херцу. Пројекат је ипак пропао до 1887. Неуспјех ове идеје је био увелико заборављен кад је један француски лист оптужио око 150 чланова Заступничког дома за подмићивање од стране Фердинанда де Лесепса, који је претходно успјешно изградио Суецки канал. Међу оптуженима је био и Жорж Клемансо. Најоштрије критике на његов рачун изнио је Пол Дерулед, Клемансоов највећи политички противник након пада Буланжеа. Када је 20. децембра 1892. Дерулед јавно оптужио Клемансоа за корупцију и сарадњу са Херцом ради дестабилизације државе, Клемансо га је изазвао на дуел који се одиграо неколико дана касније. Ниједан није био прецизан и дуел се завршио без побједника.  Историчари сматрају да је Клемансо, иначе одличан стријелац, имао среће што је био непрецизан, јер би иначе брзо био убијен због велике популарности Пола Деруледа.  Њихова политичка борба настављена је и у наредној години. Дерулед је касније изгубио подршку јавности јер је без доказа оптуживао Клемансоа, али је и поред тога Жорж Клемансо остао без позиције у Заступничком дому 1893.  Иако је његова популарност била изузетно ниска, Клемансо није одустао од бављења политиком.

#### Драјфусова афера
Клемансо се у наредним годинама истицао својом новинарском каријером. Политичка дешавања у Француској представљао је у својим дневним листовима. Једно такво дешавање била је Драјфусова афера, која је почела крајем 1894, када је француски официр јеврејског поријекла, Алфред Драјфус оптужен за шпијунажу. Повјерљиве војне тајне тад су прослијеђене њемачкој амбасади у Паризу, а Драјфус је ухапшен и осуђен без доказа. Убрзо је почео са служењем доживотне затворске казне у  у Француској Гвајани. Жорж Клемансо је тада, као противник антисемитизма, стао у одбрану осуђеног официра. Након што се увјерио у нерегуларности везане за Драјфусово суђење, Клемансо је пресуду назвао актом антисемитизма. Клемансо је 1894. основао нови лист, „Зора“ (фр. L'Aurore). У јануару исте године, чланак познатог француског писца Емила Золе објављен је у Клемансоовом листу. Чланак се звао „Оптужујем!“ (фр. J'Accuse...!) и истицао је неистину у вези са пресудом Алфреду Драјфусу. Формулисан у облику писма, био је упућен тадашњем предсједнику Француске, Феликсу Фору. Француска власт је оптужена за прикривање доказа који би Драјфуса ослободили кривице. Зола је осуђен на годину затвора, а Клемансо је постао још сигурнији у свој став. Он је истовремено сматрао да корумпирана војна власт не обећава будућност државе. Драјфус је након четири године коначно ослобођен. Клемансо је за то вријеме објавио преко 600 чланака позивајући на поновна суђења. Золино писмо које је објавио 1894. сматра се његовим највећим новинарским успјехом.

#### Први премијерски мандат
Послије деветогодишње паузе, Клемансо се 1902. поново активирао у политици. Као истакнут и утицајан новинар, добио је мјесто у Сенату, гдје се придружио Радикалној социјалистичкој партији. Дрејфусова афера додатно је подигла његову популарност, па је 1906. покренуо борбу против клерикалаца и католичке цркве. Он је тада открио енормне посједе у власништву Цркве и њену повезаност са тренутном владом. Дошло је до великих протеста који су приморали тадашњег премијера Мориса Рувијеа на оставку. Нова влада формирана је већ у марту 1906, а Клемансо је постао министар унутрашњих послова. На мјесто премијера Француске први пут је дошао у октобру 1906. Пред почетак Првог свјетског рата, Жорж Клемансо се залагао за модернизацију француских система одбране. Ипак, Генералштаб Француске је упорно одбијао његове предлоге, првенствено због Клемансоових оптужби на њихов рачун у току Драјфусове афере. Он се зато окренуо Заступничком дому од ког је захтијевао довољна средства за ширење француске армије. Клемансоови противници из Заступничком дома су 20. јула 1909. били против идеје за финансирање војних потреба. Клемансо је тад затражио гласање, очекујући да ће се му остала већина пружити подршку. Када се то није десило, Клемансо је дао оставку на мјесто премијера државе.
Свјестан опасности, првенствено од Њемачке, Клемансо је упозоравао јавност на предстојећи рат и наставио је да критикује Генералштаб Француске. У новинским чланцима је 1913. године позивао на обавезан трогодишњи војни рок за све способне мушкарце. Војска се противила, сматрајући да ће једино професионални војници бити од користи у рату. Тај рат је почео већ крајем љета 1914.

### Први свјетски рат
Осуде антимилитаристичких ставова француске власти Клемансо је објављивао у чланцима листа „Слободан човјек“ (фр. L'Homme libre). Ти чланци су се базирали на недовољној производњи ратне опреме и лошем стању војних болница. Такође су истицани текстови са предлозима за мобилизацију свих младих и способних мушкараца. Власт је брзо забранила објављивање овог листа. Клемансо је реаговао два дана касније оснивањем новог, којег је назвао „Окован човјек“. Поново је наишао на јаку цензуру, па је своја размишљања која није могао објавити у новинама, читао пред Сенатом. Главно Клемансоово начело током Првог свјетског рата било је да се рат мора побиједити борбом, па је осуђивао пацифистичке покрете и идеје, које су се све чешће јављале како је вријеме одмицало.

#### Други премијерски мандат
Жорж Клемансо, који је због свог оштрог и директног наступа добио надимак Тигар, поново је постао премијер Француске у новембру 1917. Тадашњи предсједник државе Ремон Поенкаре је упркос лошим међусобним односима одлучио да га ангажује у пресудним мјесецима рата. Клемансо је себе именовао за министра рата. Тако је он у својој 77. години обављао двије најважније државне функције у ратним временима. Иако је био у позним годинама, Клемансо је марљиво радио како би се осигурала финална предност у односу на Централне силе. Настојао је да ојача односе са Савезницима, али и да побољша морал и организацију властите војске. Његов мото тада је био „Рат и ништа осим рата“.
Клемансо је пажљиво бирао генерале, при чему је отпуштао оне који су предлагали примирје или компромис и постављао их на позиције у мање битним провинцијама. Изјашњавао се да је „апсолутна побједа“ једина опција. Строго је кажњавао било каква одступања од овог става. Није дозвољавао да се шире мисли о предаји, па су пацифистички настројени Французи били прогоњени и затварани. Овакав приступ је повратио самопоуздање француским војницима. Клемансо је у завршним мјесецима рата имао потпуну подршку јавности. Није морао да објашњава своје одлуке, јер је француски народ вјеровао у њих. Својим одлучним вођењем успио је да подигне морал чак и код војника у рововима на западном фронту. Ипак, њихова ситуација се нагло погоршала када је у марту 1918. њемачки генерал пјешадије Ерих Лудендорф покренуо снажну тенковску офанзиву. Французи су били приморани да се повуку. Клемансо је за овај неуспјех оптужио француску војну обавјештајну службу која није предвидјела непријатељски напад. Одговор Жоржа Клемансоа на њемачку офанзиву било је формирање заједничке војне команде за савезничке јединице на чије је мјесто поставио генерала Фердинанда Фоша. Фош је наредио даље повлачење како би се дезоријентисана војска повратила у задовољавајуће стање. Француска војска је крајем маја доживјела нови неуспјех и одбачена је западно до ријеке Марне. Од Клемансоа је након овог пораза захтијевано да смијени генерала Фоша, али он то није прихватио. Сматрао је за неуспјех није крив Фош и да му се треба пружити још једна прилика да сачува Париз. Ту прилику добио је средином јула 1918. у Другој бици на Марни. Како њемачка офанзива није успјела, савезничке силе предвођене Француском, Великом Британијом и САД су извеле контраофанзиву и потпуно потиснуле противничке трупе. Фердинанд Фош је након ове битке унапријеђен у чин маршала.
Савезнички напади су настављени током љета и јесени 1918. и постало је јасно да ће Централне силе изгубити рат. Чекало се на предају Њемачке. Приликом успостављања мира, њемачка власт се позвала на „Четрнаест тачака“,  саопштење које је у јануару 1918. дао амерички предсједник Вудро Вилсон, позивајући на примирје. Ни Клемансо, као ни бројни савезнички политичари и генерали нису били наклоњени овој идеји. Клемансо је, након што је чуо саопштење саркастично прокоментарисао: „Добри Господ их је имао само десет“, алудирајући на десет божјих заповијести. Савезничке силе су након интерних преговора прихватиле Вилсонов предлог и примирје је коначно потписано рано ујутру, 11. новембра 1918. у Компјењу.

### Париска мировна конференција
По завршетку рата је требало утемељити споразум између Централних и Савезничких сила. Одлучено је да се ти преговори одрже у Паризу. Заступници поражених у рату нису учествовали у преговорима који су почели 18. јануара 1919, отварањем Париске мировне конференције. Конференција се одржавала у Версајском дворцу. Циљ преговора био је да се одлучи о судбини Њемачке и осталих држава из реда Централних сила. Жорж Клемансо је био један од „велике четворице“ - заступника главних Савезничких сила. Он је као премијер државе предводио француску делегацију.

#### Покушај атентата
Мјесец дана је прошло од почетка конференције, али утврђених резултата није било. Предсједник САД Вудро Вилсон се 14. фебруара вратио у Вашингтон због државних обавеза. Пет дана касније, 19. фебруара 1919, француски анархиста Емил Котен је из непосредне близине испалио девет хитаца према возилу у ком се налазио Клемансо. Погодила су га три метка, од којих се један зауставио код плућа. Како га је било преопасно одстранити, остао је у Клемансоовом тијелу до краја његовог живота. Ниједан хитац није био леталан и седамтеседосмогодишњи премијер се брзо опоравио и вратио засједањима.

#### Ставови везани за мир
Клемансоов став је био јасан: рат је изазвала њемачка агресивност, па је зато било неопходно ослабити је војно и економски, како се нешто слично не би поновило у будућности. Клемансо је био свјестан да ће Њемачка брзо повратити своју моћ упркос поразу у рату. Од САД и Велике Британије је у име Француске тражио сигурност и заштиту у случају да Њемачка прекрши мировни споразум. Француска је такође добила право на привремену окупацију и демилитаризацију Рајнске области. Окупација под подручја је могла да траје максимално 15 година, након чега би била обустављена и то само под условом да Њемачка испоштује споразум. Француски премијер је предлагао да све територије на западу Њемачке које се граниче са Француском постану суверене територије са међународним признањем Друштва народа, које је формирано током конференције. Тај предлог није био прихваћен. Клемансо је био упоран и у намјери да се Француској врате изгубљене провинције Алзас и Лорена.
Петнаестогодишња окупација је била рјешење и за сарску област. Иако су француски заступници тражили право на потпуну контролу сарских рудника и територија, судбина ове регије била је предмет жестоке расправе међу великом четворком. Клемансо је свој став правдао чињеницом да су Нијемци током рата уништили многе француске руднике и да би се на тај начин штета исправила. Вудро Вилсон се није слагао са овим мишљењем, па је британски премијер Лојд Џорџ предложио окупацију Сара у трајању од петнаест година, након чега би се гласањем одлучило о томе да ли ће се регија вратити Њемачкој. Француски предсједник Ремон Поенкаре и маршал Фердинанд Фош противили су се Клемансоу, критикујући мировне услове за које се изборио. Они су сматрали да је независна Рајнска област једини прихватљив исход. Фош је био убијеђен да је Клемансо исувише попустљив и да на тај начин „не постиже мир, него примирје на двадесет година“.
Резултат Париске мировне конференције био је Версајски мировни споразум, потписан у Версајском дворцу 28. јуна 1919, тачно пет година од почетка Првог свјетског рата.

### Живот након рата и смрт
Нови чланови Заступничког дома Француске изгласани су 11. новембра 1919. Иако је међу њима било много ратних ветерана, Клемансо није добио њихову подршку јер су сматрали да није био довољно изричит током мировних преговора у Паризу. Зато је 20. јануара 1920, Жорж Клемансо окончао свој други премијерски мандат. Био је то крај његове политичке каријере. Године које су услиједиле Клемансо је провео путујући. У прољеће 1919. је обишао Египат. Крајем године је посјетио Блиски исток и у наредних пола године је путовао широм Азије, преко Индонезије и Малезије до Индије и Бурме (данашњег Мјанмара). У децембру 1922, осамдеседетједногодишњи Клемансо је отпутовао у САД. Тамо је отишао како би покушао убиједити америчку делегацију да приступи Друштву народа, будући да Сенат САД то никад није одобрио. Ипак, како није имао службени статус, није био схваћен озбиљно.
Посљедње године живота је провео у Паризу, гдје се посветио писању. Углавном је писао у вези својих филозофских ставова. Дјела укључују и Демостенову биографију. Пред смрт је почео са писањем мемоара везаних за Први свјетски рат и Париску мировну конференцију, на чије се писање одлучио након оптужби маршала Фердинанда Фоша. Ипак, мемоари који су носили име Сјај и биједа једне побједе су били тек дијелом завршени када је Клемансо умро 24. новембра 1929. године у Паризу. Имао је 88 година. Сахрањен је у Вандеји, у једноставном гробу поред којег почивају његови родитељи.